# Gustav Schürger
Gustav Karl August Schürger (Schwabach, 4 gennaio 1908 – Norimberga, 10 giugno 1969) è stato un pallanuotista tedesco, vincitore di una medaglia d'argento all'olimpiade di Berlino 1936.